# Wohn- und Wirtschaftsgebäude Aue 21

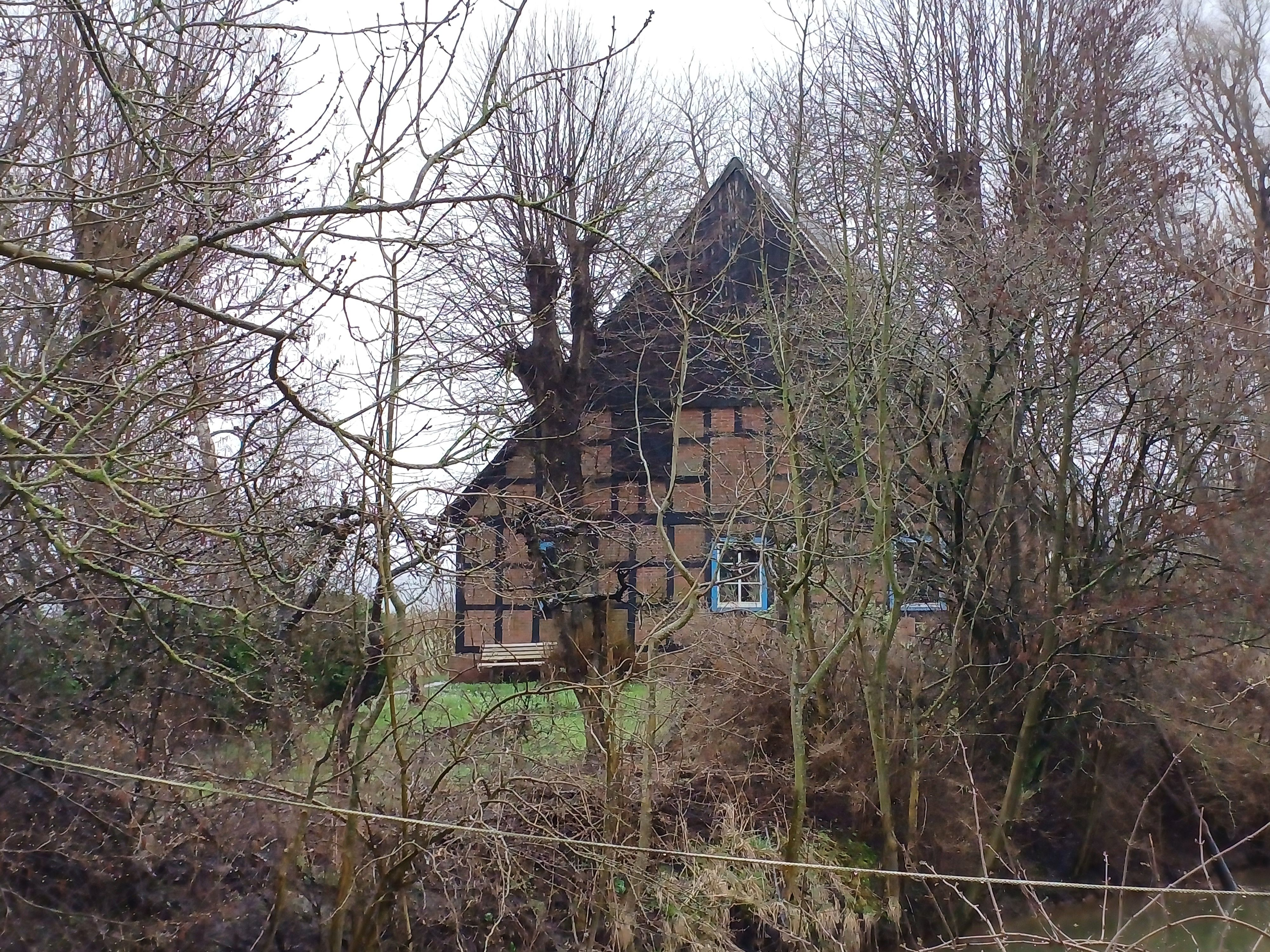
Westfassade (2023)

Das Wohn- und Wirtschaftsgebäude Aue 21 in der niedersächsischen Samtgemeinde Land Hadeln, Ortsteil Bülkau, im Landkreis Cuxhaven, stammt aus der Mitte des 19. Jahrhunderts. Aktuell (2024) wird es wohl landwirtschaftlich oder gewerblich genutzt.
Das Gebäude steht unter Denkmalschutz (siehe auch Liste der Baudenkmale in Bülkau).

## Beschreibung
Das eingeschossige giebelständige Gebäude als Zweiständer-Hallenhaus in gleichmäßigem Raster-Fachwerk mit Steinausfachungen, mit ziegelgedecktem Satteldach und am Wirtschaftsgiebel mit Uhlenloch, der Grooten Door mit Segmentbogen sowie mit regionaltypischen senkrechten Verbretterungen in den beiden oberen Giebeldreiecken, Wohnteil leicht eingezogen und über Backsteinsockel stammt von 1861 (Inschrift).
Das Landesdenkmalamt befand u. a.: „… regionstypisches Hallenhaus der zweiten Hälfte des 19. Jahrhunderts ….“